# Józef Grażewicz
Józef Grażewicz (ur. 24 lutego?/9 marca 1906 w Symferopolu, zm. 1971 w ZSRR) – oficer Armii Czerwonej narodowości polskiej, generał brygady LWP.

## Życiorys
Miał wykształcenie podstawowe, w Armii Czerwonej służył przez krótki czas po 1921 (jako małoletni) i ponownie od 1928. W 1938 skończył Akademię Wojskową im. M. Frunzego w Moskwie. 24 czerwca 1938 zwolniony z wojska w ramach tzw. paragrafu narodowościowego jako Polak (był wówczas w stopniu kapitana). W późniejszym okresie przywrócony do Armii Czerwonej. 
Od 1941 walczył z Niemcami w składzie wojsk Frontu Karelskiego, Leningradzkiego (m.in. w obronie Leningradu), Wołchowskiego i Ukraińskiego. W 1942 dwukrotnie ranny, 1943 ponownie ranny. Ostatnie stanowisko służbowe: dowódca pułku piechoty. 
Przeniesiony do Wojska Polskiego 7 kwietnia 1944 w stopniu podpułkownika. Pełnił kolejno funkcję zastępcy dowódcy 4 Dywizji Piechoty im. J. Kilińskiego ds. liniowych (15 kwietnia – październik 1944), dowódcy krótko istniejącej 12 DP (w październiku i listopadzie 1944), dowódcy 8 DP (21 listopada 1944 – czerwiec 1946). 
Wiosną 1945 dowodził dywizją podczas walk nad Nysą i w Czechosłowacji. Po wojnie walczył w Bieszczadach przeciw UPA. Awansowany na pułkownika (26.08.1944) i generała brygady WP (14.12.1945). Latem 1946 zakończył służbę w WP i 9 lipca 1946 wrócił do ZSRR, skierowany do dyspozycji Głównego Zarządu Kadr Armii Radzieckiej.
Oceniany jako dobry, przewidujący, sprawny dowódca. Jego dywizja dobrze walczyła podczas forsowania Nysy Łużyckiej i w późniejszym pościgu w kierunku Drezna. Podczas dramatycznych walk pod Budziszynem stanowiła trzon obrony 2 Armii Wojska Polskiego.

## Odznaczenia
- Order Virtuti Militari V klasy (1945)
- Krzyż Oficerski Orderu Odrodzenia Polski (1945)
- Order Krzyża Grunwaldu III klasy (1945)
- Złoty Krzyż Zasługi (1946)
- Order Czerwonego Sztandaru
- Order Czerwonej Gwiazdy
- Medal „Za obronę Leningradu” (1943)
- Medal „Za odwagę”